# Гамбург-Головний
Гамбург-Головний (нім. Hamburg Hauptbahnhof) — головна залізнична станція Гамбурга, Німеччина. 
Відкрита в 1906 році замість чотирьох окремих кінцевих станцій, сьогодні є під орудою DB Station&Service AB.
Із середнім пасажиропотоком 550 000 пасажирів на день, це найжвавіша залізнична станція Німеччини та друга за завантаженістю в Європі після Париж-Північний.

Deutsche Bahn класифікує його як залізничну станцію категорії 1.

Станція є наскрізною з острівними платформами і є одним з найбільших транспортних вузлів Німеччини, що сполучає маршрути Intercity-Express з міськими мережами швидкісного транспорту U-Bahn і S-Bahn. 
Розташований у центрі Гамбурга, в районі Гамбург-Мітте. 
Торговий центр Wandelhalle займає північну частину будівлі вокзалу.

## Історія
До відкриття сьогоднішнього центрального вокзалу в Гамбурзі було кілька невеликих станцій у центрі міста. 
Перша залізнична лінія (між Гамбургом і Бергедорфом) була відкрита 5 травня 1842 року, випадково того ж дня, коли "велика пожежа" (der große Brand) знищила значну частину історичного центру міста. 
Станції-попередники (кожна з них знаходилася всього в декількох сотнях метрів від інших).:
- Гамбург-Берлінський[en] (1846), На місці сучасного Дейхторгаллена[en], на правому березі річки Ельби; кінцева станція залізниці Берлін — Гамбург[en]
- Гамбург-Любецький (1865), кінцева станція залізниці Любек — Берлін[en]
- Клостертор (1866), східна кінцева станція сполучної залізниці Гамбург-Альтона[en]
- Венлоер (1872), з 1892 року іменований "Гамбург-Ганноверський", на залізниці через річку Ельбу. (На станції Гамбург-Гарбург лінія розгалужується на лінії до Венло та Ганновера).

Тимчасові залізниці, що сполучали станції, були частково прокладені майданами та вулицями. В 1900 році було вирішено побудувати спільну станцію для всіх ліній та  було організовано конкурс. 
Побудований у 1902-1906 роках, Гамбурзький головний вокзал був спроектований архітекторами Генріхом Рейнхардтом та Георгом Зюсенгутом за зразком галереї машин Всесвітньої виставки 1889 року в Парижі Луї Беруд.

німецький імператор Вільгельм II оголосив перший проект "просто жахливим", але врешті-решт був створений другий проект. 
Імператор особисто замінив елементи стилю модерн на неоренесанс, надавши станції вид укріплення.
 
станція була відкрита для відвідувачів 4 грудня 1906 року, перший поїзд прибув наступного дня, а регулярні рейси розпочато 6 грудня 1906 року.

9 листопада 1941 року, під час Другої світової війни, станція була сильно пошкоджена бомбардуваннями союзників. 
Кілька зон потребували повної перебудови, включаючи зону реєстрації багажу і східні квиткові каси. 
Одна з веж з годинником була зруйнована в 1943 році.

В 1985 — 1991 рр станцію було реконструйовано.

У 2021 році місто Гамбург оголосило конкурс на проектування розширення станції, а також перепланування прилеглої території.

## Опис
Головний вокзал Гамбурга має довжину 206 м, ширину 135 м і висоту 37 м. 
Його орендна площа становить 8 200 м², а загальна площа - 27 810 м². 
Висота годинникових веж становить 45 м, а діаметр самого годинника - 2,2 м. 
Колійний навіс побудований із заліза та скла та охоплює платформи головної лінії та дві колії швидкісної залізниці. 
До платформ можна дістатися з двох мостів на рівні вулиці, по одному на кожному кінці колії; з північного мосту - сходами та ліфтами, а з південного мосту - ескалаторами. Дві інші швидкісні залізничні колії та колії метро знаходяться у сполученій системі тунелів.
Wandelhalle (зал набережної) — невеликий торговий центр зі збільшеними робочими годинами. 
Він був побудований в 1991 році під час оновлення конструкції балок. 
Він розташований на північному мосту і включає ресторани, квіткові крамниці, кіоски, аптеки, сервісні центри тощо. 
На верхньому поверсі також є галерея, що оточує зал.

## Маршрути
До станції підключаються такі лінії:
- залізниця Берлін — Гамбург[en];
- залізниця Ганновер-Гамбург[en];
- залізниця Ванне-Айкель — Гамбург[en] (до Бремена і Рура);
- Нижньоельбська залізниця[en];
- залізниця Любек — Гамбург[en];
- сполучна залізниця Гамбург-Альтона[en] (з’єднується із залізницею Гамбург-Альтона — Кіль[en])

У 2008 році станцію обслуговували 720 регіональних поїздів і поїздів далекого прямування, а також 982 поїзди S-Bahn. 
Для основних ліній було 6 платформ.
Станцію обслуговують наступні служби:

### Потяги далекого сполучення
| Лінія       | Маршрут | Інтервал                    | Оператор       |
| ----------- | --- | --------------------------- | -------------- |
| ICE 11      | Гамбург-Альтона – Гамбург-Головний – Берлін-Головний – Лейпциг-Головний – Ерфурт-Головний – Франкфурт-на-Майні-Головний – Штутгарт-Головний – Мюнхен-Головний | Індивідуальні послуги       | DB Fernverkehr |
| ICE 11      | Гамбург – Ганновер-Головний – Франкфурт – Штутгарт – Франкфурт – Мюнхен | Індивідуальні послуги вночі | DB Fernverkehr |
| ICE 18      | Гамбург-Альтона – Гамбург – Берлін – Галле-на-Заале-Головний – Ерфурт – Нюрнберг-Головний – Інгольштадт-Головний/Аугсбург-Головний – Мюнхен | Що дві години               | DB Fernverkehr |
| ICE 20      | (Кіль-Головний–) Гамбург – Ганновер – Кассель-Вільгельмсхое – Франкфурт – Мангайм-Головний – Карлсруе-Головний – Фрайбург-Головний – Базель SBB – Цюрих-Головний (- Кур) | Що дві години               | DB Fernverkehr |
| ICE 22      | (Кіль –) Гамбург – Ганновер – Кассель-Вільгельмсхое – Франкфурт – Франкфуртський аеропорт – Мангайм – (Гейдельберг-Головний–) Штутгарт-Головний | Що дві години               | DB Fernverkehr |
| ICE 25      | (Любек-Головний–) Гамбург – Ганновер – Кассель-Вільгельмсхое – Фульда – Вюрцбург-Головний – Нюрнберг-Головний – Інгольштадт-Головний – Мюнхен-Головний (– Гарміш-Партенкірхен) | Що дві години               | DB Fernverkehr |
| ICE 26      | (Остзебад-Бінц – Штральзунд – Росток-Головний – Шверин-Головний –) / (Вестерланд-на-Зюльті–) / (Гамбург-Альтона –) Гамбург – Ганновер – Кассель-Вільгельмсхьохе – Гісен – Франкфурт – Гейдельберг – Карлсруе                                                                                   | Що дві години               | DB Fernverkehr |
| ICE 27/C 27 | (Вестерланд /Фленсбург –) Гамбург – Берлін (– Дрезден-Головний) | Декілька потягів            | DB Fernverkehr |
| EC 27       | Гамбург – Берлін – Дрезден – Прага-Головна (– Брно-Головне – Будапешт-Келеті) | Що дві години               | ÖBB/DB         |
| ICE 28      | Гамбург – Берлін – Лейпциг – Ерфурт – Нюрнберг – Мюнхен | Що дві години               | DB Fernverkehr |
| ICE 42      | Гамбург-Альтона – Гамбург – Бремен-Головний – Мюнстер-Головний – Дортмунд-Головний – Кельн-Головний – Штутгарт-Головний – Мюнхен | Що дві години               | DB Fernverkehr |
| ICE 43      | Гамбург-Альтона – Гамбург – Бремен – Мюнстер – Дортмунд – Кельн – Франкфуртський аеропорт – Мангайм – Базель | Що дві години               | DB Fernverkehr |
| IC 43       | Бінц – Штральзунд – Гамбург – Бремен – Мюнстер – Ессен – Дюссельдорф – Кельн | Одна пара поїздів           | DB Fernverkehr |
| EC 43       | Гамбург-Альтона – Гамбург – Бремен – Оснабрюк--Головний – Мюнстер – Дортмунд – Бохум-Головний – Ессен-Головний – Дуйсбург-Головний – Дюссельдорф-Головний – Кельн – Бонн-Головний – Кобленц-Головний – Майнц – Мангайм – Карлсруе – Баден-Баден – Фрайбург – Базель – Цюрих – / Інтерлакен-Ост | Декілька потягів            | DB Fernverkehr |
| IC 75       | Гамбург – Любек – Путгарден – Копенгаген | Індивідуальні послуги       | DB Fernverkehr |
| IC 76       | Орхус-Центральний – Фленсбург – Ноймюнстер – Гамбург | Індивідуальні послуги       | DB Fernverkehr |
| ICE 91      | Гамбург-Альтона – Гамбург – Ганновер – Кассель-Вільгельмсхое – Фульда – Вюрцбург – Нюрнберг – Регенсбург-Головний – Платлінг – Пассау-Головний – Лінц-Головний – Санкт-Пельтен-Головний – Відень-Головний                                                                                      | Одна пара поїздів           | DB Fernverkehr |
| FLX 20      | Гамбург – Гамбург-Гарбург – Оснабрюк – Мюнстер – Гельзенкірхен – Ессен – Дуйсбург – Дюссельдорф – Кельн | 2–3 пари поїздів            | FlixTrain      |
| FLX 35      | (Кіль –) Гамбург (– Зальцведель – Стендаль) – Берлін (– Лейпциг) | 1–4 пари поїздів            | FlixTrain      |

### Приміські поїзди
Є численні рейси Regional-Express і RegionalBahn до Шлезвіг-Гольштейну, Нижньої Саксонії, Мекленбурга-Передня Померанія та Бремена.
| Лінія    | Маршрут                                   |
| -------- | ----------------------------------------- |
| RE 1-MV  | Гамбург – Шверин – Росток                 |
| RE 3     | Гамбург – Люнебург – Ільцен – Ганновер    |
| RE 4     | Гамбург – Бухгольц – Ротенбург – Бремен   |
| RE 5     | Гамбург – Букстехуде – Стаде – Куксгафен  |
| RE 7     | Гамбург – Ноймюнстер – Фленсбург/Кіль     |
| RE 8     | Гамбург – Бад-Ольдесло – Любек            |
| RE 70    | Гамбург – Піннеберг – Ноймюнстер – Кіль   |
| RE 80    | Гамбург – Бад-Ольдесло – Любек            |
| RB 31    | Гамбург – Вінзен – Люнебург               |
| RB 41    | Гамбург – Ротенбург – Бремен              |
| RB 61    | Гамбург – Піннеберг – Глюккштадт – Ітцего |
| RB 81-SH | Гамбург – Аренсбург – Бад-Олдесло         |

### S-Bahn und U-Bahn
Окрім міжміських залізничних перевезень, Гамбург-Головний також є станцією пересадки двох із трьох систем швидкого транспорту в місті: Гамбурзького S-Bahn і Гамбурзького U-Bahn. 

Платформи S-Bahn розташовані всередині самої станції (платформи 3 і 4, що прямують на схід до Бармбека, Гарбурга та Бергедорфа) і в окремому тунелі, що примикає до будівлі станції (платформи 1 і 2, що прямують на захід до Альтони, Веделя та Аймсбюттеля).
U-Bahn розділений на дві станції: Гамбург-Головний-Південний і обслуговує лінії U1 і U3. 
Ця частина станції була включена в план нової станції 1900 року 
(будівництво метро почалося в 1906 році, «кільце» було відкрито в чотири етапи між лютим і червнем 1912 року. 
До 28 вересня 1968 року ця станція була просто Було дві лінії: первісна кільцева (відкрита в 1912 р.) 
і південно-східна гілка (відкрита 27 липня 1915), що вела до Ротенбургзортаа, колії та станції якої були знищені під час операції Гоморра 28 липня 1943 і більше не відновлювався.
Станція Гамбург-Головний-Північний, відкрита 29 вересня 1968 року, обслуговує лінії U2 і U4.